# Cyrtarachne simplex
Cyrtarachne simplex är en spindelart som först beskrevs av Karsch 1878.  Cyrtarachne simplex ingår i släktet Cyrtarachne och familjen hjulspindlar.
Artens utbredningsområde är New South Wales. Inga underarter finns listade i Catalogue of Life.